# Анна и её любовь
Анна и её любовь (нем. Anna und die Liebe) — немецкая теленовелла. Премьера сериала состоялась 25 августа 2008 года в вечернем эфире на канале Sat.1, где сериал транслировался по будням до 27 января 2012 года. Одновременно сериал транслировался и на австрийском телеканале ORF eins. 23 января 2012 года канал Sat.1 объявил о прекращении показа сериала в связи с падением рейтингов. С 30 января продолжение сериала в Германии можно было смотреть на кабельном канале sixx, а также на веб-сайте телеканала Sat.1. В четырёх сезонах сериал рассказывал четыре различные истории любви с изменяющимися протагонистами, при этом заглавная героиня являлась основной фигурой лишь в первом и третьем сезонах сериала. С мая 2012 года сериал многократно повторяется на платном канале Sat.1 emotions.

## Сюжет
| Сезон | Сезон | Количество серий    | Премьерная дата показа | Премьерная дата показа |
| Сезон | Сезон | Количество серий    | Премьера сезона        | Финал сезона           |
| ----- | ----- | ------------------- | ---------------------- | ---------------------- |
|       | 1     | 311 серий (1—311)   | 25 августа 2008        | 13 ноября 2009         |
|       | 2     | 253 серий (312—564) | 16 ноября 2009         | 2 ноября 2010          |
|       | 3     | 234 серии (565—798) | 3 ноября 2010          | 12 октября 2011        |
|       | 4     | 128 серии (799—926) | 13 октября 2011        | 13 апреля 2012         |

### Сезон 1
Действие сериала происходит в Берлине. В центре сюжета — скромная и застенчивая девушка Анна Полауке, мечтающая работать в рекламном агентстве. Но из-за своей застенчивости Анна не может пройти собеседование в агентство мечты — «Broda & Broda». Поэтому Анна помогает своей матери в её ресторане. Однажды девушка случайно встречает Йонаса Броду — сына владельцев агентства и влюбляется в него с первого взгляда.
Позднее, взяв себя в руки и поборов страх, Анна проходит собеседование в «Broda & Broda» и работает рука об руку с Йонасом. Вскоре Йонас также влюбляется в Анну. Но на их пути друг к другу появляется множество преград.

### Сезон 2
Анна и Йонас после всех препятствий, наконец, женятся и счастливо покидают сериал и на первый план выходят отношения Александра (сводного брата Йонаса) и Мии.

### Сезон 3
Анна и Йонас возвращаются в Берлин для дальнейшей работы над их коллекцией моды, но в результате заговора Йонас погибает. Анна думает о самоубийстве, но в последний момент её спасает Том Ланфорд, сын знаменитого дизайнера Бруно Ланфорда и директор его модного дома, который тоже пережил потерю любимого человека. После невероятного количества интриг и препятствий они наконец соединяют свои судьбы.

### Сезон 4
Героиней последнего сезона становится Нина Хинце, талантливый дизайнер, проведшая в тюрьме 6 лет за подозрение в убийстве сына главного держателя акций дома Ланфорд Берндта Линденберга. Она случайно знакомится с приемным сыном Линденберга и генеральным директором дома Ланфорд Лукой Бенцони и они влюбляются друг в друга. Лука даже расстается со своей невестой прямо во время свадьбы. Но приезжает Линденберг и, обнаружив, что убийца его сына работает в доме Ланфорд, пытается сделать все, чтобы она снова оказалась в тюрьме. Неожиданно на свет выходят обстоятельства, проливающие свет на это убийство и доказывающие, что Нина невиновна…

## В главных ролях

Обложка к DVD к первым 30 сериям сериала

- Жанетт Бидерманн — Анна Полауке, заглавная героиня
- Хайке Йонка[нем.] — Сюзанна Полауке, мать Анны
- Каролина Лодыга[нем.] — Катя, сводная сестра Анны по матери
- Райнер Вилль[нем.] — Армин Мюллер, отчим Анны, отец Кати
- Вольфганг Вагнер[нем.] — Инго Полауке, родной отец Анны
- Рой Петер Линк[нем.] — Йонас Брода, любовь Анны в первом сезоне
- Ларс Лёлльман[нем.] — Геррит Брода, брат Йонаса
- Франциска Маттус[нем.] — Наташа Брода, мать Йонаса
- Матьё Каррьер — Роберт Брода, отец Йонаса
- Пауль Грассхоф[нем.] — Александер Цайс, сводный брат Йонаса и Геррита по отцу
- Майя Манейро — Палома, подруга Анны
- Себастиан Кёниг — Майк Маевски
- Йозефина Шмидт — Миа Машке
- Бернхард Боциан — Джонатан «Йо-Йо» Машке
- Джил Функе — Лили Рюсман
- Лилли Холлундер — Ясмин Аль-Шариф, незаконорождённая дочь Инго
- Патрик Калупа — Том Ланфорд
- Майк Адлер — Янник Юнкер
- Мария Ведиг — Нина Хинце
- Мануэль Кортез — Лука Бенцони

## Факты
- Съёмки сериала проходили с 19 мая 2008 года по 2 марта 2012 года на студии «Бабельсберг» в одноимённом районе Потсдама.[3]